# Теплогорский завод
Теплого́рский чугуноплави́льный заво́д — небольшой металлургический завод на Западном Урале, основанный в 1884 году на реке Койве и существовавший до 1950-х годов. Входил в состав Лысьвенского горного округа.

## История

### XIX век
Завод был основан в составе Лысьвенского горного округа П. П. Шуваловым. Строительные работы начались в 1878 году, в этом же году Теплогорская дача была выделена из Бисерской. Почти построенный завод в 1880 году сгорел вместе с окружающим его лесом. В закладке завода принимал участие сын П. П. Шувалова, Павел Петрович. Заводской посёлок был основан в 1880 году. 24 декабря 1884 года была пущена в ход вновь возобновленная эллиптическая доменная печь с 8-ю фурмами. Бурый железняк с содержанием железа 52 % доставлялся с Горевознесенского (7 вёрст от завода) и Теплогорского (17 вёрст от завода) рудников. Также закупался в Гороблагодатском горном округе и доставлялся по железной дороге магнитный железняк. В основном на заводе производился штыковой чугун, который затем отправлялся для передела в железо на Бисерский завод. В 1884 году домна работала только 3 суток, выплавив 1,4 тыс. пудов чугуна. В 1885 году простоев не было, завод действовал круглый год и выплавил 240,7 тыс. пудов чугуна.
По чертежам К. К. Фрелиха на заводе была построена доменная печь эллиптической формы с 6 фурмами на холодном дутье. Высота печи составляла 14,3 м, длина горна — 2,8 м, ширина — 0,6 м. Печь имела закрытый колошник для улавливания газов, которые использовались для нагрева трёх котлов паровой машины, приводившей в действие воздуходувную машину мощностью 35 л. с. и рудодробилку. К концу 1880-х годов на заводе функционировали 4 горна для производства железных и стальных изделий. В 1885 году было произведено 208 пудов готовой продукции, в 1888 году — 366 пудов. Численность персонала составляла 600—750 человек. В доменном производстве в 1891 году было занято 52 человека, 130 человек — в других цехах, 500 рабочих занимались добычей руды, заготовкой леса и древесного угля.
В 1885—1889 годах управляющим Бисерского и Теплогорского заводов служил В. Н. Липин, который изучал процессы изготовления легированных сталей и влияние меди и титана на их свойства.
В начале 1890-х годов доменная печь была реконструирована с увеличением количества фурм до 8, горн печи был выложен огнеупорным кирпичом. Проведённая реконструкция позволила увеличить производительность печи. Если в конце 1880-х годов суточная производительность составляла 750—800 пудов чугуна, то в начале 1890-х годов — уже 1300 пудов, в конце 1890-х годов — 1600—1700 пудов при проектной мощности в 2500 пудов в сутки. С 10 октября 1890 года по 21 июля 1893 года домна работала без остановок 1014 суток, что являлось выдающимся результатом для того времени. В 1895 году на заводе работала 1 домна на холодном дутье, 2 печи для обжига руды и 1 воздуходувная машина. В конце 1890-х годов была построена третья рудообжигательная печь.

### XX век
В 1898 году завод перешёл в собственность семейно-паевого Товарищества наследников П. П. Шувалова. Во время экономического кризиса 1900—1903 годов и в последующие годы предприятие работало неравномерно. В 1901 году было произведено 465,9 тыс. пудов чугуна, в 1907 году — 274,5 тыс. пудов, в 1909 году — 725,1 тыс. пудов. В начале XX века на заводе было начато применение горячего дутья. По оценкам специалистов, к 1912 году Лысьвенский и Теплогорский заводы вошли в число наиболее прибыльных уральских предприятий.
В 1913 году завод перешёл в собственность «Акционерного общества Лысьвенского горного округа наследников графа П. П. Шувалова». Финансирование завода стабилизировалось, была проведена модернизация оборудования. В 1912 году было произведено 626,6 тыс. пудов чугуна, в 1913 году — 1268,9 тыс. пудов. В годы Первой мировой войны объём производства чугуна снизился. В 1914 году было выплавлено 1023,8 тыс. пудов, в 1915 году — 1129,6 тыс. пудов, в 1916 году — 1033,5 тыс. пудов. В 1917 году из-за революционных событий было выплавлено только 465,5 тыс. пудов чугуна. Всего с 1884 по 1917 год на Теплогорском заводе было выплавлено 18 700,9 тыс. пудов чугуна.
4 марта 1918 года завод был национализирован, а после окончания Гражданской войны передан в ведение Пермского треста. На заводе работала в 60—70 % номинальной мощности 1 домна на древесном угле, выпускавшая литейный и передельный чугун. В 1923 году энергетическое хозяйство завода состояло из 3 паровых машин общей мощностью в 185 л. с. В 1923-24 операционном году было выплавлено 934 тыс. пудов чугуна, штат завода состоял из 343 человек. К 1 октября 1925 года на заводе работали 260 рабочих и 71 служащий. В 1925-26 операционном году было произведено 20 147 т литейного и передельного чугуна, который отправлялся для переработки на другие заводы «Уралмета».
В начале 1930-х годов на 1 домне объёмом 155 м³ завод производил в среднем 24—26 тыс. т передельного и литейного чугуна в год. Для транспортировки материалов со станции Тёплая Гора использовалась канатно-подвесная дорога пропускной способностью до 100 тыс. пудов руды и чугуна в год. Рядом с заводом находились углевыжигательные печи с производительностью до 100 тыс. м³ в год. В 1930 году на заводе работали 67 служащих и 260 рабочих, было произведено товаров на 1,6 млн рублей. В годы Великой Отечественной войны завод работал на нужды обороны, обеспечивая чугуном уральские предприятия.
В послевоенные годы доменная печь пришла в аварийное состояние и нуждалась в реконструкции. В годы пятой пятилетки домна была демонтирована. Помещения и оборудование Теплогорского завода были использованы для создания чугунолитейного завода.